# José Luis Lacunza Maestrojuán
José Luis Lacunza Maestrojuán, O.A.R. (Pamplona, 24. veljače 1944.), je panamski rimokatolički kardinal i nadbiskup Davida.

## Životopis
Lacunza je rođen u Pamploni, Španjolska, 1944. Primljen je kao kandidat reda Augustinca rekolekta te je studirao u Sjemeništu sv. Josipa u Artiedi, Zaragoza. Nakon toga je primljen u novicijat Reda te je 14. rujna 1964. primio habit reda. On je tada bio poslan učenje na razina sveučilišta; najprije u fratarsko sjemenište u Zaragozi, a kasnije i na augustinsko sjemenište u Pamploni.
Nakon završetka studija, bio je poslan na teološki studij Velikog sjemeništa Gospe od Pamplone. Na kraju studija je potvrdio svoje svečane zavjete kao punopravnog i stalnog član Reda, 16. rujna 1967. godine, a za svećenika je zaređen 13. srpnja 1969.
Nakon ređenja, Lacunza je poslan na neko vrijeme na izučavnje latinskog jezika i religije na Sveučilište Gospe od Dobrog savjeta u Madridu. Ubrzo nakon što ga je Red poslao da podučava na njihovom Sveučilištu sv. Augustina u Panami, na kojem je bio rektor od 1979. do 1985. Na Sveučilištu u Panami je dobio licencijat iz filozofije i povijesti diplomiravši s tezom Duhovni temelji modernog doba. Postao je rektor Sveučilišta 1985. godine, kao i rektor Velikog sjemeništa sv. Josipa. Kasnije je postavljen za generalnog vikara nadbiskupije.
Lacunza je imenovan pomoćnim biskupom nadbiskupije, 30. prosinca 1985., za što je i posvećena 18. siječnja 1985. godine. Dana 29. listopada 1994. godine, papa Ivan Pavao II. mu je odredio na upravu biskupiju Chitré. Premješten je u ured davidskog biskupa 2. srpnja 1999. Služio je i kao predsjednik Biskupske konferencije Paname (2010. – 2013.).
Dana 4. siječnja 2015., papa Franjo je najavio kako će ga proglasiti kardinalom 14. veljače iste godine. Na toj ceremoniji na upravu mu je dana crkva San Giuseppe da Copertino kao njegova naslovna crkva. On je tako postao prvi kardinal reda kojemu pripada (Augustinci rekolekti) te prvi kardinal iz Paname. Za svoje geslo je uzeo Imamo vlast, ako služimo (lat. Praesumus si prosumus).